# Régiment de Cambrésis
Pour les articles homonymes, voir Régiment de Cambrésis (homonymie).
Le régiment de Cambrésis est un régiment d'infanterie du royaume de France, créé en 1776 par dédoublement du régiment de Flandre, créé en 1590 sous le nom de régiment de Bonne également connu sous le nom de régiment de Lesdiguières, qui est l'une des plus anciennes unités militaires, l'un des cinq Petits Vieux, devenue sous la Révolution le 20e régiment d'infanterie de ligne.

## Création et différentes dénominations
- 1590 : Création de deux compagnies portant le nom de Gardes à pied de Lesdiguières et un régiment d'infanterie portant le nom de régiment de Bonne par François de Bonne de Lesdiguières.
- 15 avril 1591 : Création du régiment de Bonne et des Gardes de Lesdiguières par François de Bonne de Lesdiguières
- Début de 1597 : Le régiment de Bonne et les Gardes de Lesdiguières sont réunis sous le nom de Régiment de Lesdiguières
- 16 août 1597 : par ordonnance il devient le régiment de Créqui (ou Créquy) et souvent indiqué sous le nom d'Arquebusiers de Créquy (ou de Créqui)
- 1611 : Le régiment prend le nom de régiment de Sault
- 1703 : Le Régiment de Lesdiguières est renommé Régiment de Tessé
- 1707 : il devient le Régiment de Tallard.
- 1739 : il devient le Régiment de Monaco.
- 1749 : il devient le Régiment de Belsunce.
- 1761 : il devient le Régiment de Rougé.
- 1763 : il devient le Régiment de Flandre.
- 1776 : Le régiment de Flandre est dédoublé. 
Les 1er et 2e bataillons conservent le titre, les drapeaux et le costume du régiment de Flandre. 
Les 3e et 4e bataillons forment le régiment de Cambrésis.
- 1er janvier 1791 : Tous les régiments prennent un nom composé du nom de leur arme avec un numéro d’ordre donné selon leur ancienneté. Le régiment de Cambrésis devient le 20e régiment d'infanterie de ligne ci-devant Cambrésis.

## Mestres de campetcolonels
- 15 avril 1591 : François de Bonne de Lesdiguières
- 16 août 1597 : Charles de Blanchefort marquis de Créqui
- 31 mai 1605 : François de Blanchefort de Bonne de Créqui comte de Sault
- 10 novembre 1665 : François-Emmanuel de Blanchefort de Bonne de Créqui comte de Sault
- 12 mai 1681 : Jean-François Paul de Blanchefort de Bonne de Créqui comte de Sault
- 17 octobre 1703 : René-Mans de Froulay comte de Tessé
- 30 novembre 1707 : Marie-Joseph d'Hostun duc de Tallard
- 7 juillet 1732 : Louis-Charles d'Hostun duc de Tallard
- 8 octobre 1739 : Honoré Camille Léonor Goyon de Grimaldi prince de Monaco
- 1er février 1749 : Armand, vicomte de Belzunce
- 20 février 1761 : Gabriel François comte de Rougé
- 22 juin 1767 : Anne Auguste Maximilien Joseph de Croï duc d'Havré
- 18 avril 1776 : Jean de Maillé de La Tour-Landry
- 13 avril 1780 : Jean-Paul d'Angosse dit marquis d'Angosse[1]
- 1er janvier 1784 : Jean Charles Théodore marquis de Moges
- 27 avril 1788 : Charles Louis de Secondat baron de Montesquieu
- 23 novembre 1791 : Charles Étienne Marguerite Desbordes

## Historique des garnisons, combats et batailles du régiment

### Régiment de Bonne (1591-1597)

#### Guerres de religion et de Savoie
- En 1590, durant les guerres de religion, François de Bonne de Lesdiguières lève, à ses frais, dans les montagnes du Dauphiné deux compagnies de cent hommes portant le nom le titre de Gardes à pied de Lesdiguières et un régiment d'infanterie qui fut connu sous le nom de régiment de Bonne, afin de défendre le Dauphiné contre les empiétements du duc de Savoie, qui s'est fait proclamer comte de Provence par la Ligue.
- Le 15 avril 1591, les Gardes de Lesdiguières et le régiment de Bonne sont engagés, pour la première fois, lors du combat victorieux de Sparron contre Charles-Emmanuel Ier de Savoie.
- Le 6 septembre 1591 les Gardes et le régiment prennent part à la Bataille de Pontcharra contre l'armée du duc de Savoie.

En 1592, Lesdiguières porte la guerre au Piémont avec le régiment de Bonne et ses Gardes et soumet plusieurs places fortes.
- Le 5 août il prend d'assaut Cavour[3] pille la ville la brûle et une partie de la garnison est passée au fil de l'épée. Le château est également pris le même jour[4].
- Il participe ensuite au combat de Grésillane ou les troupes savoyardes prennent la fuite.
- En 1593, le régiment marche au secours d'Exilles assiégée par le duc de Savoie.
- En 1595, le régiment participe à la reprise d'Exilles, vont porter secours à Cavour puis au siège de Mirabel et enfin au siège d'Auriol.

### Régiment de Lesdiguières puis de Créqui (1597-1611)

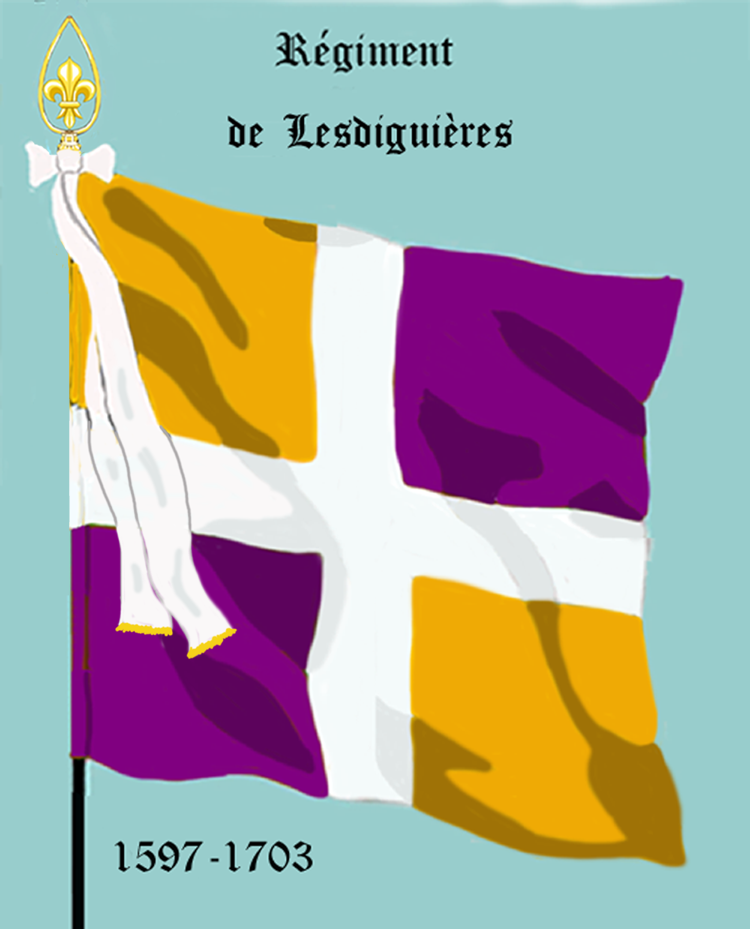
régiment de Lesdiguières de 1597 à 1703

#### Guerre franco-savoyarde de 1597
Au début de 1597, les Gardes de Lesdiguières et le régiment de Bonne sont réunis en un seul corps sous le nom de Régiment de Lesdiguières. Le nouveau régiment comprend 2000 arquebusiers sous les ordres de Charles de Blanchefort marquis de Créqui.
- En juin 1597, lors de l'invasion de la Savoie, le régiment se distingue au combat des Molettes, dans la Maurienne, ou son mestre de camp est blessé au bras droit d'un coup d'arquebuse. Sur la lancée le régiment contribue ensuite à la prise de Charbonnières défendue par une garnison forte de seulement de 50 hommes et qui se rend au bout de 8 jours.
- Le 20 juillet, il prend d’assaut le fort de Chamousset défendu par une garnison 600 hommes commandée par Don Philippe ou Philippin, bâtard de Savoie.
- Elle prend ensuite le château d'Aiguille.
- Le régiment prend ensuite ses quartiers dans la Maurienne et il y défait encore, à Saint-André, le comte de Serravalle, lui tuant 600 hommes et lui enlevant tous ses drapeaux.
- En février 1598, le duc de Savoie arrive à Aiguebelle et met le siège de la Tour-Charbonnière occupé par les Français. Charles de Blanchefort marquis de Créqui arrive au secours de la forteresse avec une partie de ses soldats au moment même où elle venait de se rendre. Créqui, trompé, tombe dans le piège que lui tend le duc de Savoie. Encerclé par l'ensemble des troupes savoyardes le mestre de camp n’ayant plus que 200 hommes avec lui, est contraint de se rendre. Il est conduit à Chambéry puis au château de Turin ou il resta captif environ 1 an.
- Le 16 mars, pendant la captivité du mestre de camp, les débris du régiment s’emparent du fort Barraux que le duc de Savoie avait commencé de construire le 24 août 1597, pour fermer la vallée de l'Isère et repris également Aiguebelle.
- Le 6 mai 1598, Après la signature de traité de paix de Vervins, le régiment est réformé et réduit à la compagnie de mestre de camp.

#### Guerre franco-savoyarde de 1600
- Le 3 avril, le régiment de Lesdiguières est rétabli[5] et participe à la guerre de Savoie, sous les ordres immédiats de Lesdiguières.
- Le 14 août Henri IV déclare la guerre à la Savoie et le régiment se rend en une nuit sous les murs de Montmélian et y met le siège.
- Le 16 août, la ville de Montmélian est prise par Charles de Créquy[6]. Le régiment participe
- le 21 août au siège de Chambéry
- Le 22 août, il part de Montmélian en direction de Saint-Pierre-d'Albigny et du château de Miolans[7] et met le feu aux faubourgs de Conflans.
- Le 23 août, il s'avance vers le château de Miolans qui est bâti sur un rocher très haut, escarpé de tous côtés et dont l'Isère passe au pied.
- Le 24 août, à la vue des troupes royales Française les défenseurs, commandés par Jacques de Cerisier, écuyer et seigneur d'Argis-en-Bugey[8], se rendent rapidement. Le maréchal Lesdiguières et ses troupes retournent alors immédiatement faire le siège du château de Conflans.
- Le 26 août, 7 compagnies avaient été chargées avec 3 des Gardes Françaises d'attaquer la ville. Les Gardes Françaises avaient attaqué en premier et s'étaient fortifiés dans les faubourgs. Pris à revers par une maison que l'ennemi occupait en force, pressés de front par une sortie ils sont chassés. Les 7 compagnies du régiment reprend une partie du terrain sans pouvoir se rendre maitre de la maison forte. Les officiers des Gardes Françaises demandent alors de faire donner du canon sur la maison. Créquy offre alors de la prendre sans artillerie. Le maréchal Lesdiguières prend son gendre au mot et se rend sur le bord de l'Isère pour en voir l'esbattement. Créqui fait saper par ses soldats une grange qui tenait à la maison forte et y fait mettre le feu obligeant les 40 mousquetaires qui la gardait à se rendre.
- Le 27 août, le fort de Conflans capitule. Les 1 030 soldats commandés par le baron Nicolas de Vateville[9], marquis de Versoy, rendent la place au roi dont l'armée était moins nombreuse.
- Le 17 janvier 1601, le Traité de Lyon met fin à la guerre et le régiment est de nouveau réduit à la compagnie de mestre de camp.
- Le 31 mai 1605, de Créqui prend le commandement du régiment des Gardes Françaises et donne le commandement du régiment de Créquy à son fils le comte de Canaples[10]
- Le 24 avril 1610, régiment est remis sur pied par François de Blanchefort de Bonne de Créqui.

### Régiment de Sault (1611-1703)

#### Guerre de succession de Montferrat
- En 1611, le régiment prend le nom de régiment de Sault.
- Jusqu'en 1616, le régiment de Sault reste constamment en garnison à Grenoble.
- Le 19 décembre 1616, dans le cadre de la guerre de succession de Montferrat, le régiment, composé de 6 compagnies de 200 hommes, passe en Piémont avec près de 7 000 fantassins et 500 cavaliers sous les ordres du maréchal de Lesdiguières pour aller secourir le duc de Savoie[11] dans le cadre du traité de Bruzolo.
- En février, durant l'expédition du maréchal de Lesdiguières en Piémont, le régiment de Sault et celui du comte de Gui prennent de Montluel alors aux mains des espagnols.
- Après la prise de la ville Louis XIII envoi François de Créqui en Piémont pour chercher du maréchal de Lesdiguières avec ordre de lui faire repasser les montagnes.
- Le 6 avril 1617, ils partent de Turin puis repassent les Alpes et rentrent en Dauphiné.
- Le 17 juillet, le régiment repasse les Alpes pour aller au secours de Verceil puis prend Felizzano sur le Tanaro. À la fin de la campagne, il rentre en Dauphiné prendre ses quartiers.

#### 1reRébellion huguenote
- Le 4 mars 1622, Sault fait partie de la force 6 000 hommes que Lesdiguières réunis à Valence pour aller renforcer l’armée royale qui lutte contre les huguenots. Chemin faisant le régiment assiège Le Pouzin. Chargé de l’attaque du bastion vert la ville tombe et 2 compagnies de Sault sont laissées à la garde de la ville tandis que le reste du régiment retourne à Grenoble ou le 25 juillet Lesdiguières abjure le calvinisme lui permettant de devenir de connétable de France.
- Quelques jours après, Sault redescend le Rhône avec 5 autres régiments dauphinois et rejoint, le 7 octobre, l’armée du roi, qui assiège de Montpellier. Revenu à Grenoble après la soumission de cette ville, il y reste jusqu’à la fin de 1624.

#### Guerre d'Italie
- Au mois de décembre 1624, dans le cadre de la Guerre d'Italie il traverse les Alpes et marche avec le connétable contre les Génois.
- En 1625, le régiment se distingue lors de la prise de Capriata, au siège de Gavi et à l'attaque de Cairo. Le 17 novembre, le régiment oblige le duc de Feria à lever le siège de Verrue, qui durait depuis 4 mois.

#### 2eet3erébellionshuguenotes
À la fin de l'année 1625, la France étant de nouveau en proie à la guerre civile, le régiment de Sault reprend ses quartiers en Dauphiné.
En 1627, avec 4 compagnies sous les ordres du prince de Condé, le régiment assiège et prend pour la seconde fois Le Pouzin puis Soyons.

#### Guerre de succession de Mantoue
En 1629, lors de la guerre de succession de Mantoue Sault marche avec le Roi au secours de Casal et s’acquiert une gloire immortelle au passage des Alpes. En février 1629, l'armée du roi composée des Gardes-françaises et suisses, Navarre, Piémont, Sault, Estissac, Vaubécourt, La Grange et Ribérac, de la cavalerie d'élite de la Maison du Roi plus 12 compagnies de chevau-légers et les carabins d'Arnauld de Corbeville, mais sans artillerie, ni munitions, ni mulets de transport, était concentrée autour de Briançon pour marcher sur Turin par le Pas de Suse. Le 28 février, l'avant-garde passait les Alpes à Montgenèvre et Cesana Torinese et cantonnait à Oulx, sur la Doire ripaire.Elle arrivait le lendemain, au fort d'Exilles, et couchait à Chaumont, le 1er mars.
- Le 6 mars c'est la bataille du Pas de Suse. « Les montagnards du comte de Sault avaient trouvé le sentier extravagant mal gardé par le régiment piémontais de Marc-Antoine Belon. Ce qu'il y eut de plus remarquable, raconte Pontis, fut que les ennemis, nous attendant de pied ferme à ce détroit qu'il nous eut été impossible de forcer, furent bien surpris de voir le comte de Sault, qui avait fait nettoyer la neige avec des pelles et grimpé sur ces hautes montagnes, fondre tout d'un coup sur eux et les investir par derrière. Ils lâchèrent pied aussitôt et quittèrent toutes leurs fortifications; de sorte qu'ils ne donnèrent pas le loisir à nos troupes de leur faire sentir la pesanteur du bras du roi de France, à qui ils avaient osé refuser le passage. »[12] De ce jour-là date le fameux dicton : Gardez-vous du feu, de l'eau et du régiment de Sault.
 Après la prise du Pas de Suze, le régiment en passe le pont de la Doire ripaire pour aller loger à Bussoleno. Le régiment de Sault restera avec Navarre, Estissac, Pompadour, La Bergerie, Vaubécourt et une compagnie de Suisses dans les environs de Suse sous le commandement du maréchal de Créqui lieutenant général au-delà des monts.

#### Conquête de la Savoie
- Le 21 mars 1630, le Charles Emmanuel duc de Savoie ayant repris les hostilités le régiment est au siège de Pignerol.
- Le 2 mai 1630, le régiment de Sault rejoint Grenoble d'où il part le 12 mai sous les ordres directs du Roi à la conquête de la Savoie.
- Le 17 mai, le régiment est à la prise de Chambéry ou Charles de Créquy marquis de Canaples fils du maréchal trouve la mort.
- Le 20 mai, Sault participe à la soumission de la Maurienne.
- Le 19 juillet, la conquête de la Savoie terminée, le régiment est dirigé sur Grenoble avant d'être mis en garnison à Toulon
- En 1632, le régiment fait partie de l'armée du maréchal de La Force contre Gaston d'Orléans et contribue à la prise de Claude d'Hautefort baron de Lestrange, vicomte de Cheylane et Privas, gouverneur du Puy et de sa troupe qui soulevaient le Vivarais.

#### Guerre de Trente Ans
- En 1633, le régiment de Sault se rend à Casal pour y tenir garnison.
- En 1635, il fait partie de l'armée du maréchal de Créqui et se trouve au siège de Valenza, à la prise de Candia le 16 novembre, et à celle du château de Sartiranne. À la fin de la campagne, il revient à Casal.
- Le 23 juin 1636, il prend part activement au combat de Buffalora (it)
- En 1637 Sault est à la défense Asti et participe à la défaite espagnole de Mombaldone près d'Asti permettant de lever le siège de la ville.
- En mars 1638, il marcha au secours de Brema. Le régiment acheva cette campagne aux ordres du cardinal de La Valette, qui en envoya une partie dans Verceil assiégée par les Espagnols. Après la prise de cette place par les espagnols, toutes les compagnies se réunirent à Casal.
- Elles y furent assiégées en 1639 par le Diego Mexía Felípez de Guzmán marquis de Leganéz, et leur héroïque résistance donna le temps à Henri de Lorraine comte d'Harcourt d'arriver au secours de la place. Les retranchements de Leganèz furent forcés et son armée mise en déroute. Ce succès fut dû en grande partie à une sortie vigoureuse exécutée dans le même moment par la garnison de Casal. 
Sault demeura dans cette ville qu'il avait si bien défendue jusqu'à la fin de 1642.
- En 1643, rattaché à l'armée du prince Thomas de Savoie, il fait le siège de Trino.
- En 1644, il sert aux sièges de Santia et d'Asti puis repasse les Alpes.
- Après avoir hiverné dans le Dauphiné, il se rend au printemps de 1645 à l'armée de Catalogne où il fait le siège de Roses.
- En 1646 Sault reçut l'ordre d'aller s'embarquer à Toulon pour concourir au siège de Portolongone, dans l'île d'Elbe. 
Il y débarqua dans la nuit du 26 au 27 septembre et fit aussitôt l'investissement de la place, tandis que le maréchal du Plessis-Praslin allait, avec la majeure partie de l'armée, soumettre Piombino sur la côte de Toscane. Au retour de l'armée, Sault ouvrit la tranchée devant Portolongone, dans la nuit du 10 au 11 octobre, avec Auvergne et quatre compagnies des Gardes Suisses. Dans la nuit du 22 au 23 octobre, une mine ayant fait brèche à la muraille de la ville, Sault fut commandé pour y monter le premier. Un sous-lieutenant prit la tête avec quatre sergents et vingt soldats, et se logea sur la pointe d'un bastion. Six fois vainement les assiégés essuyèrent de l'en chasser. Une seconde colonne s'empara du bastion tout entier, et Portolongone demanda à capituler.
- Après avoir fait les campagnes de 1647 et 1648 en Piémont, le régiment fut rappelé en France au commencement de 1649 à cause des troubles de la Fronde qui prenaient une tournure inquiétante. Il garda d'abord la place de La Fère, et en septembre 1650 il marcha au secours de Mouzon où son lieutenant colonel, François de Bonne de Rochefort fut tué au combat du 9 octobre. Sault combattit aussi à Rethel.
- Durant la Guerre des faucheurs, le régiment servit en 1651 dans le Languedoc et l'année suivante à l'armée de Guyenne avant de retourner en Piémont en novembre 1652 en garnison dans la citadelle de Turin. Au mois de décembre, quatre compagnies seulement y restèrent et les autres allèrent à Pignerol où elles furent laissées jusqu'au mois de septembre 1653. Tout le régiment se rendit alors au quartier général du maréchal de Grancey. Le 23 de ce mois, il se trouva au combat de La Roquette, et peu après il rentra dans Pignerol.
- En 1656, il est au siège de Valence-sur-le-Pô en Piémont.
- En 1658, il combat au siège de Mortare en 1658[13].

Après la paix des Pyrénées; Sault demeura quelques années tranquille dans ses quartiers du Dauphiné.

#### Guerre de Dévolution
En 1666, il fut appelé aux camps de Croissy, près d'Amiens, et de Mouchy près de Compiègne, et fut appelée, en 1667, pour participer à la guerre de Dévolution. Il fit avec Picardie les sièges de Tournai, de Douai et de Lille.
Il était en 1671 au camp de Dunkerque et fut un des trois régiments récompensés par le roi pour la promptitude et la perfection avec lesquelles ils exécutèrent leurs travaux.

#### Guerre de Hollande
En 1672, dans le cadre de la guerre de Hollande, il sert à l'armée des Pays-Bas sous le prince de Condé et se trouve au passage du Rhin en juin.
En juillet, le régiment se trouve au siège de Nimègue où il se distingue beaucoup.
 A la fin de la campagne, il prend ses quartiers d'hiver à Utrecht le 26 novembre, et le lendemain il détruisit complètement le régiment hollandais de Bampfield et brûla le village d'Ameyden lors de l'attaque sur les écluses avant d'effectuer une expédition sur Bodegraven et Zwammerdam durant l'hiver.
Sault servit encore en 1673 en Hollande, et en 1674 il passa à l'armée de Roussillon ou, en avril, il dégage la cavalerie française lors du combat de Morillas.
En juillet 1675, au siège du fort de Bellegarde le régiment emporte d'assaut le bastion détaché.
En 1676, l'armée de Roussillon fit une incursion en Catalogne. Mais trop faible pour prendre l'offensive, elle quitta le Lampourdan et repassa en Roussillon après une retraite pénible où Sault, toujours à l'arrière-garde, fut souvent aux prises avec l'ennemi. Le 4 juillet, il y eut un combat fort vif près d'Espouilles où Sault soutint sa réputation. Les Espagnols perdirent 6 000 hommes, et 4 de leurs régiments furent anéantis.
Il termina cette guerre en 1678 par la prise de Puycerda, où il ouvrit la tranchée dans la
nuit du 29 au 30 avril. Le 3 mai, il emporta le chemin couvert, mais il ne put s'y maintenir, les communications ne se trouvant pas achevées. Le 18, il monta à l'assaut, et le 28, il prit possession de la ville, malgré la présence du comte de Monterrey (es).
 Sault demeura quelque temps en garnison à Puycerda et en démolit les fortifications.
En septembre 1681, le régiment, qui avait ses quartiers dans le Dauphiné, reçut l'ordre d'aller occuper Casal que Charles III Ferdinand duc de Mantoue cédait à Louis XIV.
Après la remise de cette place, il fut envoyé à Strasbourg et fut employé les années suivantes à la construction de la citadelle : il ne prit donc point part aux campagnes de 1683 et 1684.

#### Guerre de la Ligue d'Augsbourg
En 1688, alors que le 1er bataillon alla prendre possession d'Avignon, le 2e bataillon servait au siège de Philippsbourg dans le cadre de la guerre de la Ligue d'Augsbourg. Après la prise de cette ville, il fut chargé d'en réparer les fortifications. Un 3e bataillon, fut créé qui servit jusqu'en 1694 pour le maintien de l'ordre dans les Alpes.
En 1689, le 1er bataillon seul servait à l'armée du Rhin. Le 2e vint l'y rejoindre en 1690, et à la fin de cette campagne, Sault retourna en garnison dans le Dauphiné
En mars 1691 il quitte sa garnison pour aller faire le siège du château de Nice. Il contribua aussi cette année à la prise de Veillane, de Carmagnola et du château de Montmélian.
En 1692, durant l'invasion du Dauphiné par Victor-Amédée II de Savoie il prend part à la défense de Pignerol et de Suze.
Au commencement de 1693, il passe en Catalogne et fait le siège de Roses. Revenu ensuite dans le Piémont, il combattit à la Marsaglia en octobre.
En 1694, les 3 bataillons furent réunis dans l'armée que le maréchal de Noailles commandait dans le Roussillon. Le régiment se trouva le 27 mai au passage du Ter, où les Espagnols furent complètement battus. Sault servit encore aux sièges de Palamós, Gérone, et de Castel-Follit et à celui d'Ostalrich, où le 3e bataillon fut mis en garnison.
Les campagnes de 1695 et 1696 se passèrent en escarmouches en Catalogne.
En 1697, Sault prend part au combat de San-Féliù, et ensuite au siège de Barcelone durant lequel, le 19 juin, Sault, soutenues par le régiment d'Alsace, s'emparent d'un moulin défendu par 500 espagnols retranchés. À la paix de Ryswick, Sault vint prendre ses quartiers à Nîmes, et après avoir occupé successivement les garnisons d'Auch, de Moulins, de Dole et de Vienne, il alla s'embarquer en 1701 à Toulon pour se rendre en Italie.

#### Guerre de Succession d'Espagne
Engagé dans la guerre de Succession d'Espagne, il se trouva cette même année, de 1701, aux combats de Carpi et de Chiari.
Le régiment hiverna à Pavie, et joignit en mai 1702 l'armée de Louis-Joseph duc de Vendôme. Dès le début de
la campagne, les grenadiers prirent part, à Santa-Vittoria, à la défaite d'un corps de 3 400 Impériaux. Quelques jours après se donna la bataille de Luzzara. Les 500 hommes du régiment placés au centre, soutinrent vaillamment trois charges, et enfin réduit à 100 hommes, il fut obligé de se retirer derrière la cavalerie.
 Après cette bataille, Sault fut envoyé à Modène pour se rétablir et prit peu de part à la campagne de 1703. Il fit partie du corps dont le duc de Vendôme se réserva le commandement particulier, mais pendant l'expédition du Tyrol, il fut laissé à Desenzano del Garda, d'où il se rendit au mois d'août à Riva del Garda.

### Régiment de Tessé (1703-1707)
Le samedi 6 octobre 1703 à Modène, le comte de Sault, dernier duc de Lesdiguières, étant mort à l'âge de 24 ans, le régiment cessa de porter un titre qu'il avait illustré pendant toute la durée du XVIIe siècle, et prit le nom de son nouveau colonel René-Mans de Froulay comte de Tessé.

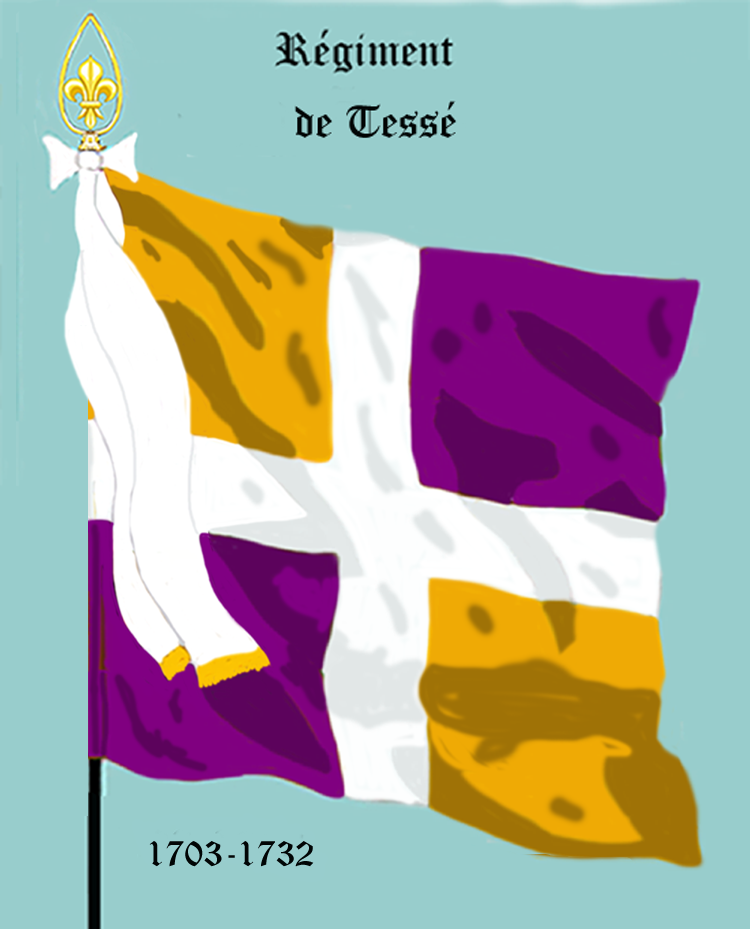
régiment de Tessé de 1703 à 1732

#### Guerre de Succession d'Espagne
En 1704, Tessé, fit le siège de Verceil et celui d'Ivrée et il commença le siège de Verrue où le colonel fut très dangereusement blessé.
En 1705, après la prise de Verrue, il se trouve à l'attaque de Carbignano, puis en octobre à l'affaire de Carpi, où M. de Tessé reçoit encore un coup de feu à la cuisse, un coup d'épée à la main, et a son cheval tué sous lui.
En 1706, le corps fut employé au siège de Turin ou ses grenadiers s'y distinguèrent. La part que le régiment prit à ce siège et à la funeste bataille qui le termina, peut se mesurer par l'étendue des pertes qu'il y fit.
Après avoir passé l'hiver en Dauphiné, Tessé fut employé en 1707 à la défense de Toulon. Placé d'abord dans le fort Sainte-Catherine, il repoussa pendant deux jours toutes les attaques de l'ennemi : les troupes qui le relevèrent, ayant montré moins de fermeté, le fort tomba au pouvoir des alliés. Le 15 août, le régiment est chargé de le reprendre. Il l'emporte l'épée à la main, et tombant sur les quatre bataillons autrichiens qui le gardaient, il les anéantit complètement.

### Régiment de Tallard (1707-1739)
En novembre 1707, le régiment change une nouvelle fois de nom en prenant le nom de son nouveau colonel Marie-Joseph d'Hostun duc de Tallard.

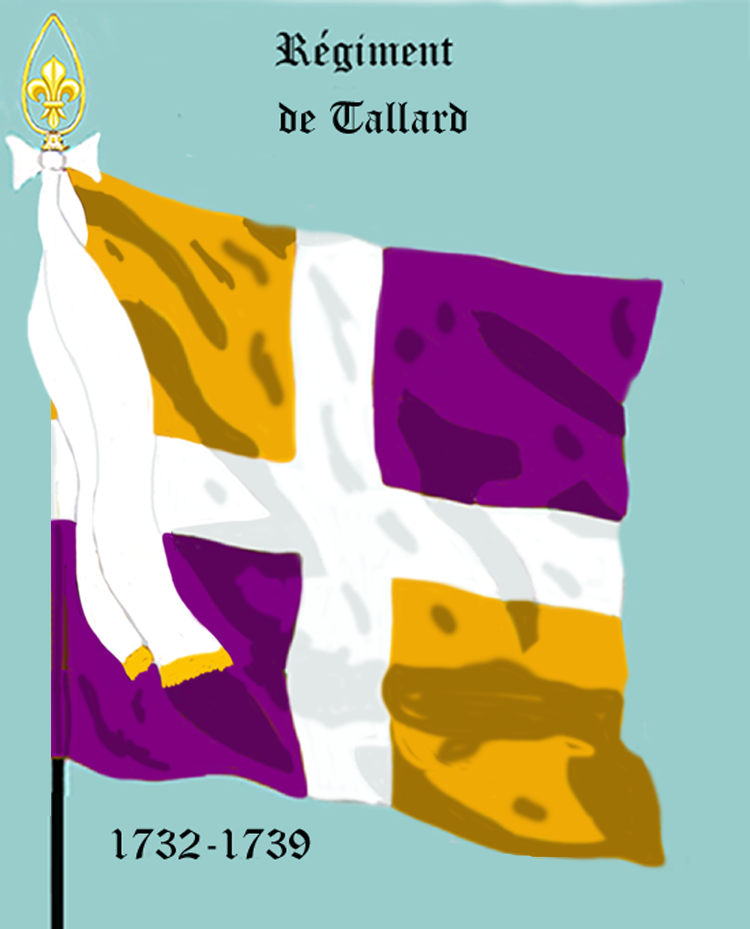
régiment de Tallard de 1732 à 1739
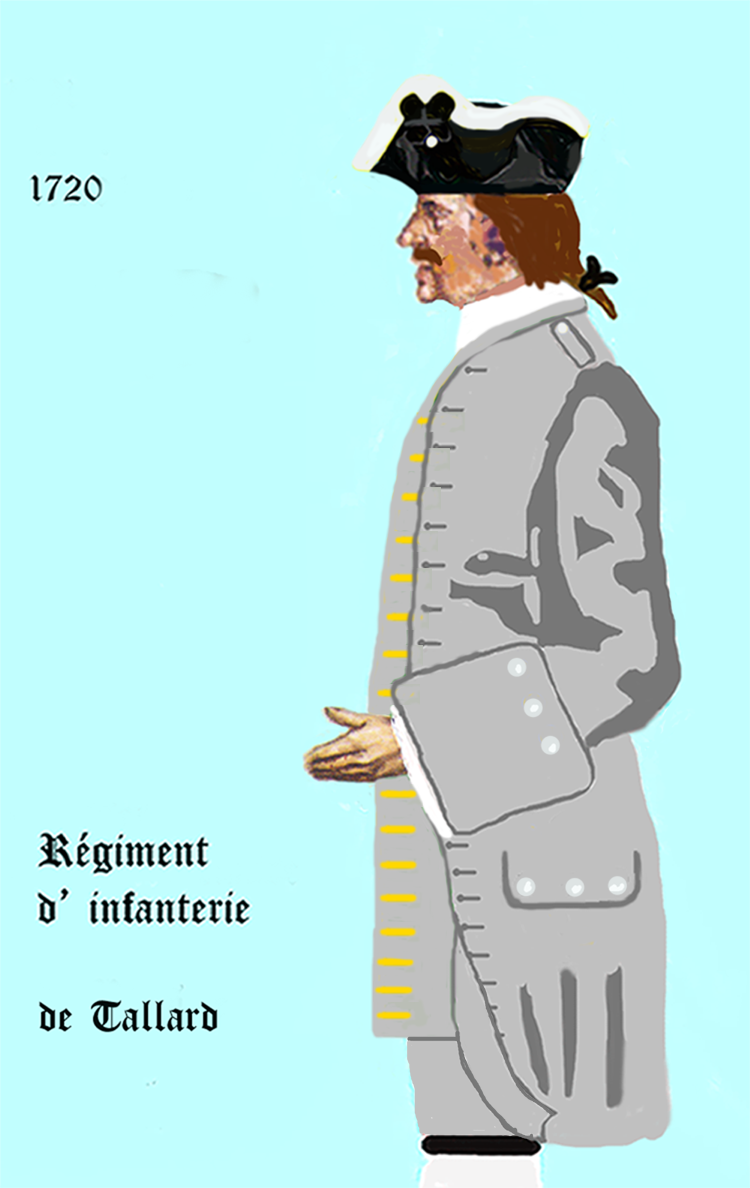
régiment de Tallard de 1720 à 1734

#### Guerre de Succession d'Espagne
En 1708, le régiment Tallard passe à l'armée du Rhin.
Mis dans les lignes de défense la Lauter il se distingue en 1709 au combat de Rumersheim où l'ennemi perdit plus de 6 000 hommes, 20 drapeaux et étendards et tous ses bagages.
Retourné à Wissembourg, le régiment de Tallard fut détaché au mois d'octobre 1709 sur la Sarre et resta dans les lignes pendant la campagne
de 1710. À la fin de cette année 1710, il est envoyé au Vieux-Brisach.
En 1713, il participe aux siéges de Landau et de Fribourg où il emporte, le 29 octobre, la demi-lune, forçant la place de Fribourg de capituler le lendemain. La paix revenue après les traités d'Utrecht, de Rastatt et de Baden le régiment fut mis en garnison à Besançon.

#### Période de paix
En 1714, les régiments de Sève, d'Artagnan, de Conflans, de Lachau-Montauban et de Turbilly étant réformés, ceux-ci furent versés dans Tallard avant le régiment de Masselin qui y fut fondu en 1715.
En 1717, Tallard est envoyé à Strasbourg en 1720 il occupe Sedan et Mézières et en 1721 Maubeuge. En 1724 il est de retour à Strasbourg en 1724, et l'année suivante, en 1725, il fait un service d'honneur auprès du roi de Pologne Stanislas Leczinski. En 1727, il est à Landau, en 1728 dans le Forez, en 1729 à Briançon, en 1730 à Perpignan, en 1731 à Montpellier et en 1732 à Phalsbourg.

#### Guerre de Succession de Pologne
Ce fut de là qu'il partit, en 1733, pour se rendre au siège du fort de Kehl dans le cadre de la guerre de Succession de Pologne.
En 1734, le régiment fut porté à trois bataillons et prit part à l'attaque des lignes d'Ettlingen et au siège de Philippsbourg.
Il passa l'année 1735 au camp de Saint-Maximin près de Trèves.
À partir de 1736, Tallard occupa successivement les garnisons de Toul, de Schelestadt, de Strasbourg, du Quesnoy, de Douai et de Lille.

### Régiment de Monaco (1739-1749)
En 1739, il est donné au prince de Monaco Honoré Camille Léonor Goyon de Grimaldi, qui change de nom en prenant le nom de régiment de Monaco.
De 1740 à 1743 il est affecté aux travaux du canal de Gravelines et au creusement du port de Dunkerque.

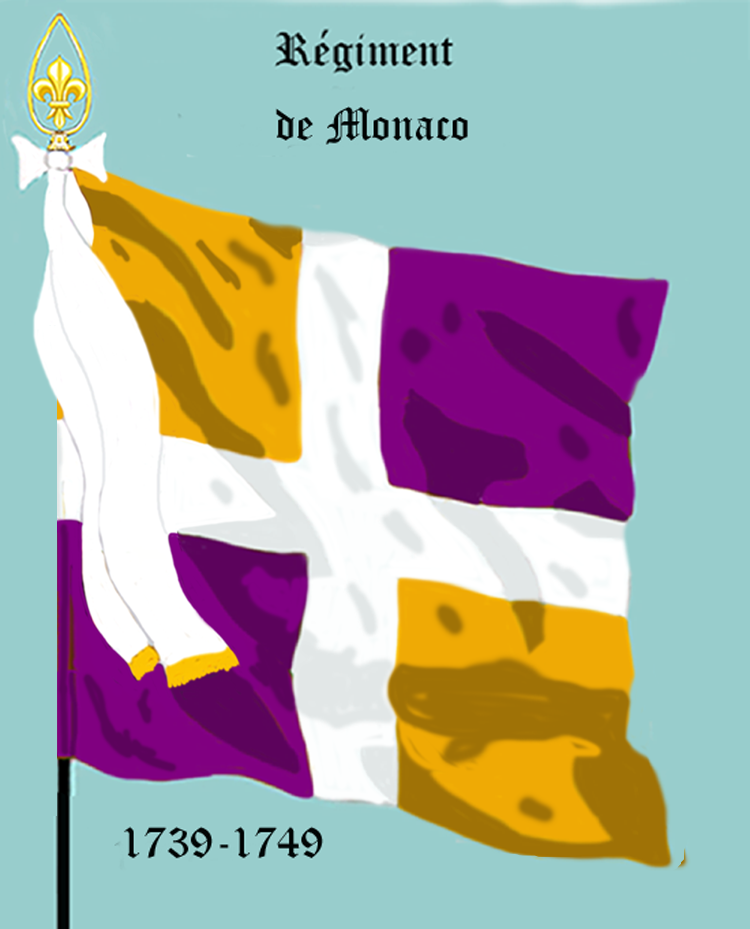
régiment de Monaco de 1739 à 1749
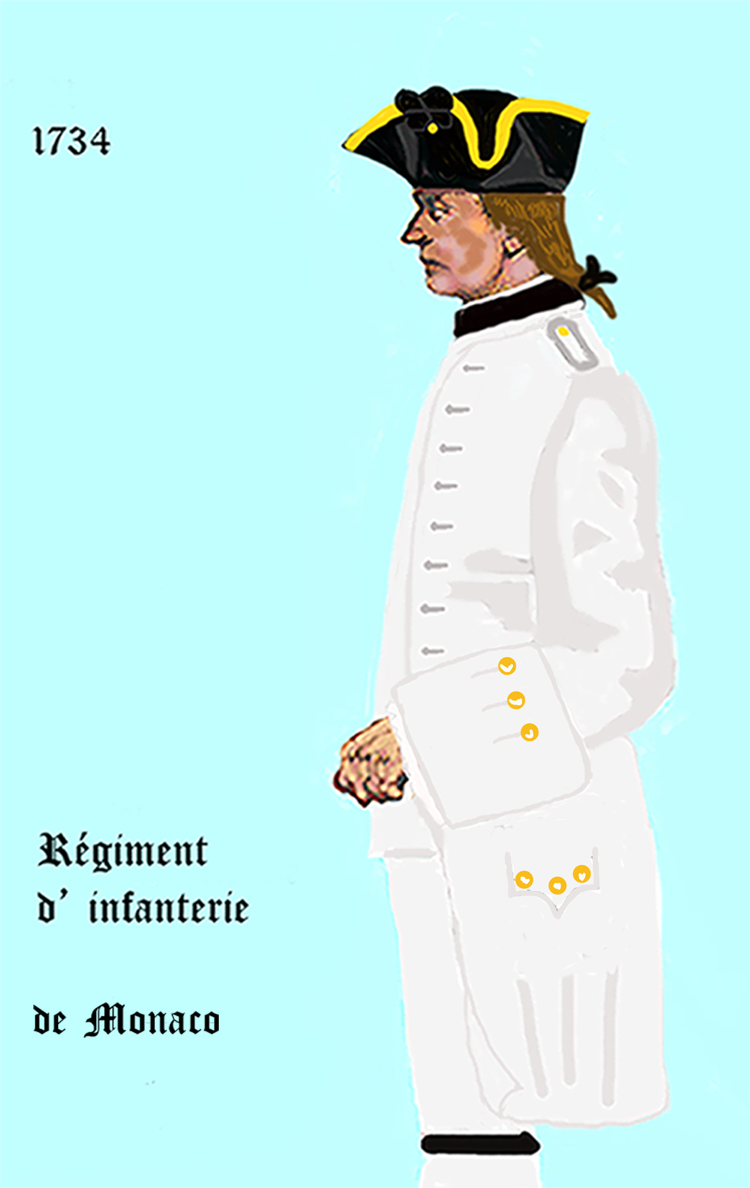
de 1734 à 1749

#### Guerre de Succession d'Autriche et rébellions jacobites
Durant la guerre de Succession d'Autriche, en 1742, il est affecté dans l'armée de Flandre, mais il ne fut pas appelé à prendre une part active à la guerre.
Pendant l'année 1743, il était le plus ancien régiment du camp de Dunkerque où se préparait une expédition pour les côtes d'Angleterre. Cette entreprise, qui avait pour objet de transporter le prétendant en Écosse, reçut un commencement d'exécution en 1744. La flotte appareilla, mais assaillie dans la mer du Nord par une tempête furieuse, elle fut obligée de rentrer dans le port. L'occasion était manquée ; les troupes débarquèrent et se rendirent à l'armée de Flandre, qui fit les sièges de Menin, Ypres et Furnes, et acheva la campagne au camp de Courtrai.
En 1745, après avoir passé l'hiver à Sarrelouis, le régiment de Monaco en partit le 25 février avec mission de ravager la Vettéravie. Il se signala souvent contre les troupes légères impériales et fut de toutes les expéditions de l'armée du Rhin commandée cette année par Louis-François de Bourbon prince de Conti.
En 1746, il quitta Nancy pour se rendre à l'armée de Flandre. Il fut de la fameuse marche de Maubeuge à Herentals et servit avec distinction au siège de Mons où il ouvrit la tranchée le 24 juin devant l'ouvrage à cornes de la porte de Berthamont. Les grenadiers de Monaco furent les premiers qui franchirent les palissades du chemin couvert, et poursuivant l'ennemi de traverse en traverse, l'en chassèrent et s'y établirent. La prise de Mons coûta au régiment 300 hommes tués ou blessés. La prise de Namur et de son château ou les grenadiers du régiment de Monaco prirent une grande part à la prise de l'ouvrage à cornes, et cette action entraîna la capitulation de Namur, qui battit la chamade sous les drapeaux du régiment.
La bataille de Rocoux fut un des plus beaux jours du régiment. Sa brigade, composée de ses trois bataillons et du régiment de Rochefort pénétra dans les vergers du village d'Ance que le régiment de Picardie attaquait par la droite, et dont la possession coûta tant de sang aux deux armées. Dans cette journée, le régiment eut 400 hommes hors de combat. Le colonel prince de Monaco, Honoré Camille Léonor Goyon de Grimaldi, y fut grièvement blessé. Après ce fait d'armes, le régiment est envoyé à Strasbourg, et pour se rétablir, y leva un 4e bataillon.
Au commencement de 1747, un détachement de 300 hommes battit complètement un parti autrichien aux environs de Hasselt, lui tua 150 hommes, et lui en prit autant. Le 2 juillet, Monaco est à la bataille de Lawfeld. Sa brigade avait la droite de la division du comte de Clermont, qui fut chargée d'attaquer le village de Lawfeld, défendu par les régiments anglais et hanovriens qui ouvrirent un feu terrible, aussitôt que les brigades françaises furent à portée du village. Malgré la mort qui éclaircissait leurs rangs, malgré l'escarpement des revêtements du village, les troupes de France parvinrent à s'emparer des vergers et, après des prodiges d'audace et de ténacité, à faire céder l'ennemi. Dans cette affaire, où Monaco fournit cinq charges successives et où il s'empara de quatre canons, il eut 60 officiers et 800 soldats mis hors de combat. Le prince de Monaco fut encore blessé.
Le régiment, épuisé par cette gigantesque lutte, se trouva hors d'état de servir au siège de Berg-op-Zoom. Le roi voulut le voir, combla les survivants d'éloges et de grâces, et ordonna qu'on passerait les compagnies à 39 hommes. Le régiment alla rejoindre à Sarrelouis son 4e bataillon, et y prit ses quartiers d'hiver.
En 1748, il est au siège de Maastricht, à l'attaque de la rive gauche de la Meuse. Après la capitulation de cette place, il occupa successivement Anvers et Bruxelles.

### Régiment de Belzunce (1749-1761)
Après le traité d'Aix-la-Chapelle le régiment rentre en France, au mois de février 1749, et est donné à Armand, vicomte de Belzunce qui change de nom en prenant le nom de régiment de Belzunce et mis en garnison à Cambrai.

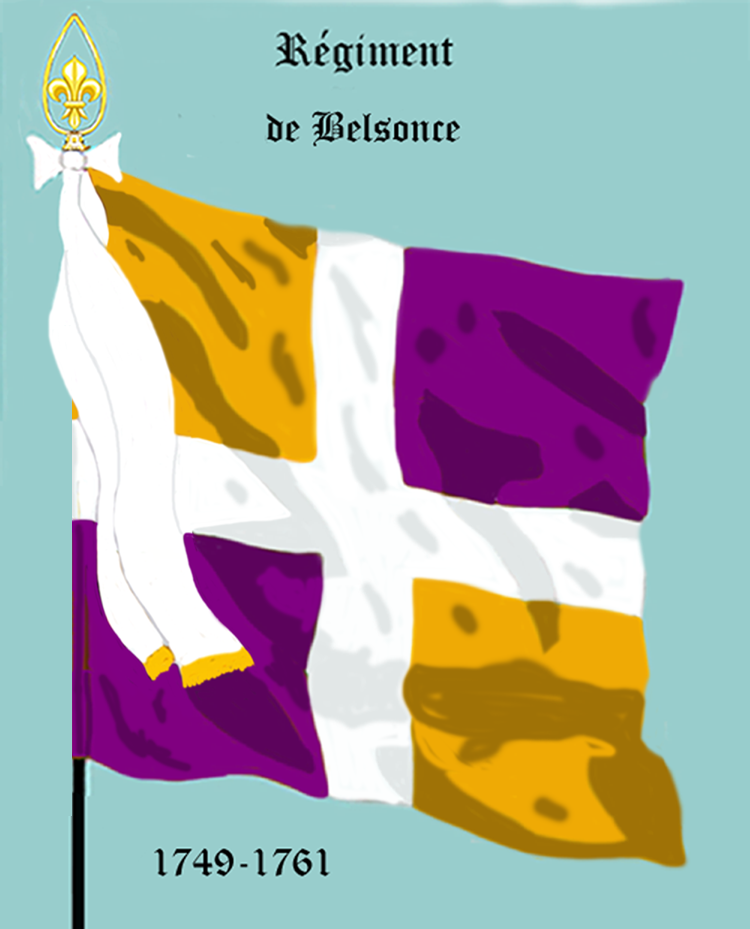
régiment de Belsunce de 1749 à 1761

#### Période de paix
En 1750, il est en garnison à Givet, en 1751 il est à Valenciennes, en 1752 à Landrecies, en 1753 au camp de Mézières, en 1754 à Strasbourg et en 1755 à Landau.

#### Guerre de Sept Ans
En 1756, les hostilités ayant recommencé avec l'Angleterre, il fit partie du camp de Dunkerque et il alla ensuite passer l'hiver à Metz, d'où il partit en mars 1757 pour entrer en Westphalie.
Le régiment de Belzunce demeura d'abord quelque temps à Lippstadt où il fit quelques travaux de défense. Au mois de mai, William Augustus duc de Cumberland vint avec un corps hanovrien reconnaître Lippstadt, mais voyant la ville en état de faire résistance, il se retira. Les quatre compagnies de grenadiers du régiment se mirent à sa poursuite avec 300 volontaires de Chabot et défirent complètement un corps de 1 200 hommes que le duc avait laissé dans Rietberg pour couvrir sa retraite.
 Le 26 juillet, Belzunce prit part à la bataille de Hastenbeck à la gauche du régiment de Picardie. Durant ce combat le colonel commandant le régiment, Armand, vicomte de Belzunce, fut blessé d'une balle qui lui perça le bras. 
Le régiment de Belzunce suivit ensuite le maréchal de Richelieu dans son expédition de Hanovre, et demeura au camp d'Halberstadt du 28 septembre au 5 novembre. Obligée de rétrograder après la bataille de Rosbach, l'armée de Hanovre (de) exécuta en plein hiver une retraite difficile et se replia lentement derrière le Rhin. Dans cette marche rétrograde, le régiment trouva encore l'occasion de se signaler les 10 et 11 janvier 1758 à la surprise d'Halberstadt, au ravitaillement du château de Roggenstein (de) et à la prise de Quedlinbourg.
Belzunce assiste cette année à l'affaire de Crefeldavant d'être détaché au mois d'octobre de l'armée du Bas-Rhin pour aller renforcer celle que le prince de Soubise commandait en Hesse, il prend part au succès de la bataille de Lutzelberg. Il faisait partie du corps de Chevert, qui arriva sur le champ de bataille et fut immédiatement attaqué par l'ennemi. Mais celui-ci, impétueusement chargé par la cavalerie française, et fusillé à bout portant par un bataillon de Belzunce qui s'était habilement jeté sur son flanc, fut mis dans un épouvantable désordre, et la victoire fut assurée de ce côté. Cinq canons restèrent au pouvoir du régiment. Le colonel Armand, vicomte de Belzunce, avait été blessé grièvement à la hanche dès le commencement
de l'action, en dirigeant les grenadiers à l'avant-garde.
Après la bataille de Lutzelberg Belzunce en Westphalie et prend ses quartiers d'hiver à Dusseldorf.

En avril 1759, il en sortit pour voler au secours du maréchal de Broglie serré de près dans la Franconie, mais il arriva trop tard à Bergen, et se replia sur Mayence pour y veiller à la conservation du pont. Le 1er août 1759, il est à la bataille de Minden à côté de Picardie.
Après avoir passé l'hiver 1759-1760 sur la rive droite du Rhin, Belzunce joignit l'armée du maréchal de Broglie et fit pendant quelques mois une guerre de détachements. Début juillet, après un combat près de Fulde, les compagnies de chasseurs du régiment participèrent au siège de Munden, placée dans une île de la Wera, ou le régiment soutint durant 4 jours la canonnade et des tirs de mousqueterie. Le régiment se trouva plus tard à la bataille de Corbach et à la prise de Gottingen où il fut mis en garnison et où il fut bloqué pendant les mois de novembre et de décembre.
Le 8 janvier 1761, un piquet sort de Göttingen, enlève les avant-postes ennemis à Boënsen et Wolbrùnshausen situés en avant de Katlenburg-Lindau et capture 5 officiers et 150 soldats, sans avoir perdu un seul homme. Le 27 janvier, dans une autre sortie, un détachement marche sur Duderstadt, attaque l'ennemi à Immingerode, tue ou blesse 300 hommes et contribue à la prise de Duderstadt.
Quelques jours après quatre piquets attaqués dans Göttingen sont contraints de se retirés à Cassel où le régiment venait d'entrer et ou il fut assiégé. Le 7 mars les 1er et 3e bataillons exécutent une sortie, détruisent les ouvrages des assiégeants et ramènent quatre obusiers. 
Le 24 mars les assiégeants forcent la redoute de Warburg qui est reprise par trois compagnies du régiment.

### Régiment de Rougé (1761-1763)

#### Guerre de Sept Ans
Après la levée du siège, le régiment devient régiment de Rougé et quitte Cassel le 28 juin 1761 en formant l'avant-garde du maréchal de Broglie, qui battit le général Sporken au-delà de Warbourg et de Liebenau et lui prit 300 hommes, des canons et ses équipages.

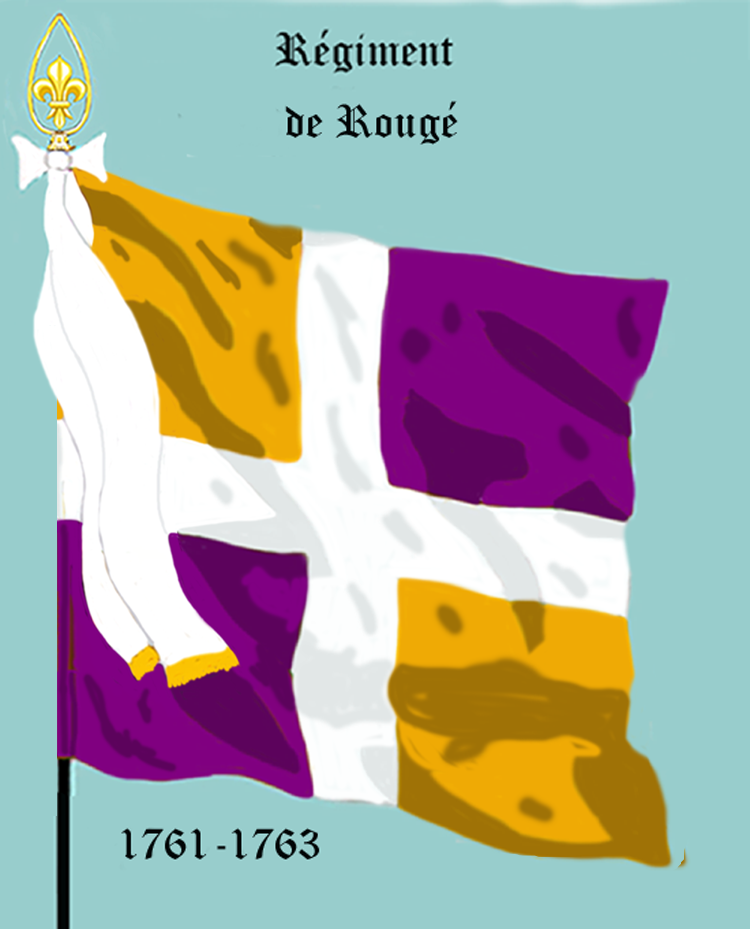
régiment de Rougé de 1761 à 1763

Le 1er juillet il se trouve au combat de Lippstadt où 300 grenadiers tinrent tête à 17 000 hommes.
 Le 15 juillet, il s'empare du château de Nordel (Allemagne) (de), le lendemain il est à la bataille de Villinghausen ou il est fort maltraité. Il arrive sur le terrain pour remplacer les régiments du Roi et du Dauphin, qui venaient d'être écrasés. Formé de quatre bataillons, placés en échelons dans un terrain fourré, les premières décharges de l'artillerie ennemie, qui prenait en flanc les deux bataillons les plus avancés, y avaient déjà fait d'affreux ravages, avant que le maréchal de Broglie donne l'ordre d'évacuer le village de Vellinghausen (de). Dans ce mouvement, le régiment de Rougé est bientôt coupé du reste de l'armée et complètement enveloppé. Le 2e bataillon parvient à se dégager mais le 1er bataillon, trop avancé est abandonné à ses propres forces. Il charge à la baïonnette les premiers corps ennemis qui s'avancent et les fait reculer. Après une heure et demie de résistance héroïque contre toutes les forces des alliés, les 838 rescapés du 1er bataillon se rendent et l'ennemi capture également 9 drapeaux et les 4 pièces régimentaires. Le 2e bataillon, seul échappé au désastre, fut envoyé à Cassel avant de rentrer en France et mis en garnison à Dunkerque.
Le 10 décembre 1762, il cessa d'être régiment de gentilshommes et prit le titre de la province de Flandre.
Le 10 février 1763, le traité de Paris met fin à la guerre de Sept Ans.

### Régiment de Flandre (1763-1776)

#### Période de paix
En mars 1763, le régiment de Flandre vint en garnison à Lille puis il retourna, en novembre 1764, à Dunkerque d'où il se rendit, en août 1765, à Montpellier. Il arriva à Metz en novembre 1766, à Lille en juin 1769, à Saint-Omer en janvier 1771, à Calais en octobre 1772, revint à Saint-Omer en avril 1774, et fut envoyé à Landau au mois d'octobre de la même année. 

Devenu un régiment à 4 bataillons, les deux derniers bataillons sont envoyés en Bretagne.
Au moment du dédoublement, les positions du régiment étaient :
- le 1er bataillon était en garnison à Landau
- le 2e bataillon était en garnison à Landau
- le 3e bataillon était en garnison à Belle-Île-en-Mer.
- le 4e bataillon embarqua pour Saint-Domingue où il arriva le 18 janvier 1776.

Le 25 mars 1776, l'ordonnance qui partageait "Flandre" en deux régiments est exécutée.
- Les 1er et 2e bataillons restent régiment de Flandre et prend le no 19 dans le classement définitif du 19 février 1777.
- Les 3e et 4e bataillons forment le « régiment de Cambrésis » et prend le no 20 dans le classement définitif du 19 février 1777.

### Régiment de Cambrésis (1776-1791)
Le régiment de Cambrésis est formé, en 1776, avec les 3e et 4e bataillons de l'ancien Flandre, avait, ainsi qu'on l'a vu, son 1er bataillon à Belle-Île-en-Mer, et son 2e bataillon dans l'île de Saint-Domingue.

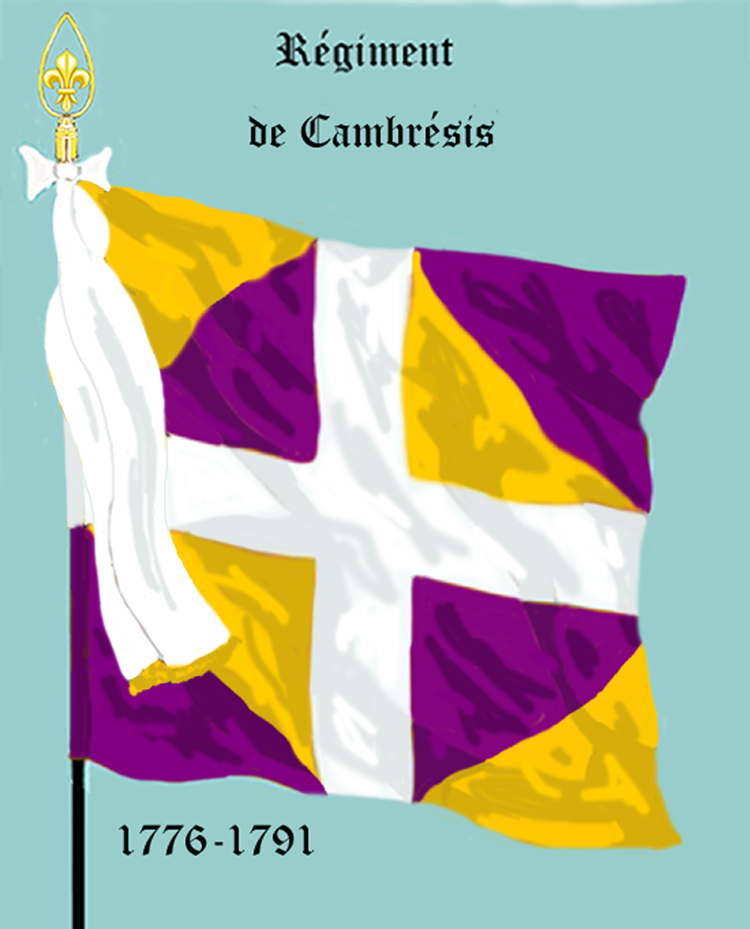
régiment de Cambrésis de 1776 à 1791
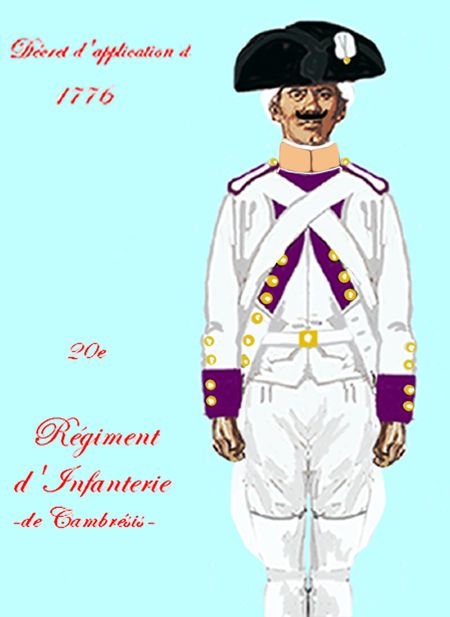
Régiment de Cambrésis de 1776 à 1779
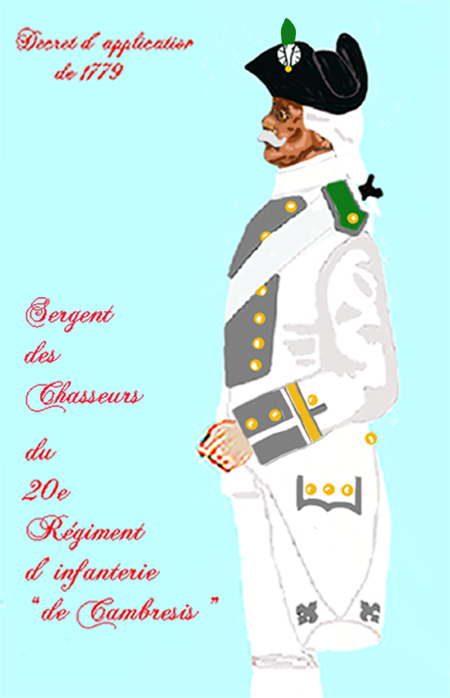
Régiment de Cambrésis de 1779 à 1791
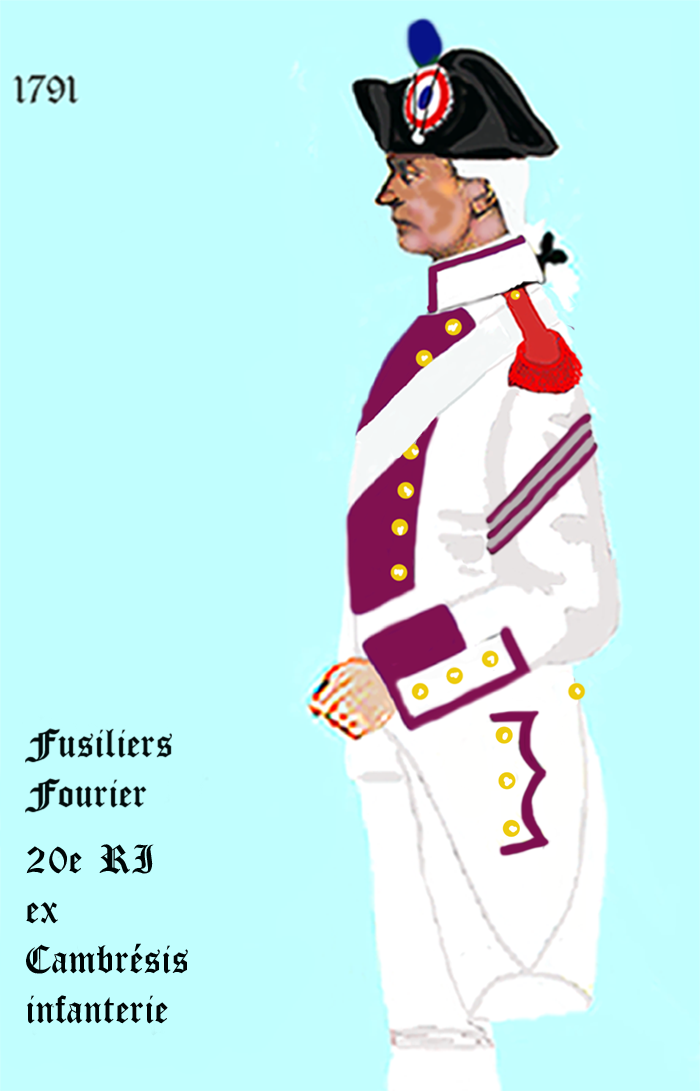
20e régiment d'infanterie de ligne de 1791 à 1793

#### Guerre d'indépendance des États-Unis
Après le traité d'Aranjuez qui établit la frontière entre la partie espagnole, et la partie française de l'île Hispaniola, le 1er bataillon se rend, en septembre 1777, également à Saint-Domingue pour défendre cette colonie contre les entreprises des Anglais contre les Indes occidentales françaises durant la guerre d'indépendance des États-Unis. 
 Il est placé au poste important du Môle Saint-Nicolas, où se trouvait déjà le 2e bataillon, et le régiment demeura là jusqu'à la paix.
En 1779, un détachement de 50 volontaires, conduit par le colonel en second, le comte de Durat, contribua à la prise de la Grenade et au siège de Savannah.

#### Période de paix
Le régiment de Cambrésis quitta Saint-Domingue le 22 mai 1783 et arriva à Brest le 22 juillet, après soixante-et-un jours de traversée. Il se rendit à Montauban au mois d'octobre puis passa à Bayonne en juin 1785.

#### Révolution française
En 1789, lorsque la Révolution éclata, ses bataillons se trouvaient partagés entre Dax et Bayonne.
 
En 1790, le 1er bataillon était à Navarrenx, et le 2e bataillon à Orthez. 
 En janvier 1791, les deux bataillon quittèrent ces villes, pour se rendre à Perpignan.
À peine arrivé dans cette ville, il fut en butte aux imprudentes intrigues d'un parti que favorisait le voisinage de la Catalogne, et perdit un grand nombre d'officiers par l'émigration. Des troubles très-graves eurent lieu le 13 novembre, et bientôt on acquit la certitude qu'un complot avait été organisé par quelques officiers du 20e d'infanterie ci-devant Cambrésis et du 12e bataillon de chasseurs à pied, pour livrer la citadelle de Perpignan aux Espagnols.
Dans la nuit du 6 au 7 décembre 1791, ces officiers se rendirent aux casernes et cherchèrent à séduire les hommes. Mais cette machination échoua devant le patriotisme et le courage du brave lieutenant-colonel Desbordes, qui, rappelant aux soldats de Cambrésis leurs devoirs, força les conspirateurs à prendre la fuite. Après cette échauffourée, Desbordes fut fait colonel du régiment, et l'Assemblée nationale lança un décret d'accusation contre vingt-sept officiers de ce corps.

#### Guerres de la Révolution française
Le régiment est alors envoyé à Collioure mais rapidement, il changea rapidement de garnison :
- Le 1er bataillon fut envoyé à Tarbes où il fit partie de l'armée des Pyrénées occidentales. Le 21 juin 1793, les grenadiers du 20e signalèrent surtout leur courage, durant combat de la Montagne de Louis XIV.
- Le 2e bataillon fut envoyé à Carcassonne puis à Mirepoix où il intégra également l'armée des Pyrénées occidentales.

Le 20 octobre 1793, 
- Le 1er bataillon du 20e régiment d'infanterie de ligne ci-devant Cambrésis est amalgamé avec le 1er bataillon de volontaires des Basses-Pyrénées et le 2e bataillon de volontaires des Basses-Pyrénées pour former la 39e demi-brigade de première formation.
- Le 2e bataillon du 20e régiment d'infanterie de ligne ci-devant Cambrésis est amalgamé avec le 3e bataillon de volontaires des Landes et le 3e bataillon de volontaires des Hautes-Pyrénées pour former la 40e demi-brigade de première formation.

Ainsi disparaît pour toujours le 20e régiment d'infanterie ci-devant Cambrésis, partageant le sort de tous ces vieux régiments qui depuis deux siècles avaient défendu si intrépidement la patrie contre toutes les coalitions.

## Personnes célèbres ayant servi au régiment de Cambrésis
- Marie Joseph Eustache d'Osmond membres de la Société des Cincinnati de France